# Eli Pinedo
Elisabeth Pinedo Sáenz (Amurrio, Álava, 13 de mayo de 1981), más conocida como Eli Pinedo, es una exjugadora española de balonmano. El 25 de agosto de 2016 anunció su retirada, pero el 16 de diciembre de 2017 volvió a las pistas con el Balonmano Alcobendas durante una temporada hasta su retiro.
Ha sido internacional absoluta con la selección española, con la que logró la medalla de bronce en los Juegos Olímpicos de Londres 2012.
Tiene una hermana gemela, llamada Patricia Pinedo, que también fue una balonmanista profesional, y que también llegó a jugar en la selección española.

## Equipos
Debutó con el Balonmano Bera Bera a finales de 1999, con apenas 16 años y permaneció allí cinco temporadas, hasta 2004. En la temporada 2004/05, jugó en el Club Balonmano Amadeo Tortajada de la Rioja.
En 2005, fichó por uno de los equipos punteros de la competición española, el Balonmano Sagunto. Esa temporada el equipo alcanzó las semifinales de la Champions League, en las que fue eliminado por el potente Viborg danés, que se proclamó finalmente campeón de la competición. En la liga doméstica el Astroc Sagunto obtuvo el segundo puesto. En la Copa de la Reina disputada en León, el equipo fue derrotado en semifinales frente al Bera Bera (su primer equipo) de San Sebastián. La temporada 2006/2007 se inició con la derrota en la final de la Copa ABF en León contra el equipo anfitrión. Posteriormente cayó en la Copa de Europa por el potente equipo danés Aalborg DH, debiendo disputar la Copa EHF, de la que también fue eliminado en octavos por el subcampeón, el Ikast Bording. En la Copa de la Reina disputada en La Eliana (Valencia) fue semifinalista, perdiendo ante el Cementos La Unión Ribarroja; y en la competición española, después de una apretada liga, acabó en la destacada segunda plaza.
En 2007, fichó por otro de los mejores equipo del campeonato nacional, la SD Itxako de Estella. En su primera temporada, el Itxako logra el subcampeonato de liga (empatadas a puntos con las primeras) y el subcampeonato de la Copa EHF. En la 2008/09, Itxako Reyno de Navarra se proclama campeón de liga y de la Copa EHF, competición europea. En la temporada 2009/2010 lograron el triunfo en la Supercopa de España. En el mes de febrero logra también ganar la Copa de la Reina, y termina la temporada y su estancia en Navarra, revalidando el título de Liga de España, conquistando de esta forma el triplete.
Tras tres años de éxitos en Itxako, emigra por primera vez al extranjero, fichando por el Handball Club Odense, de la Liga danesa de balonmano. No obstante se le hizo difícil el inicio, sobre todo por el cambio del clima.

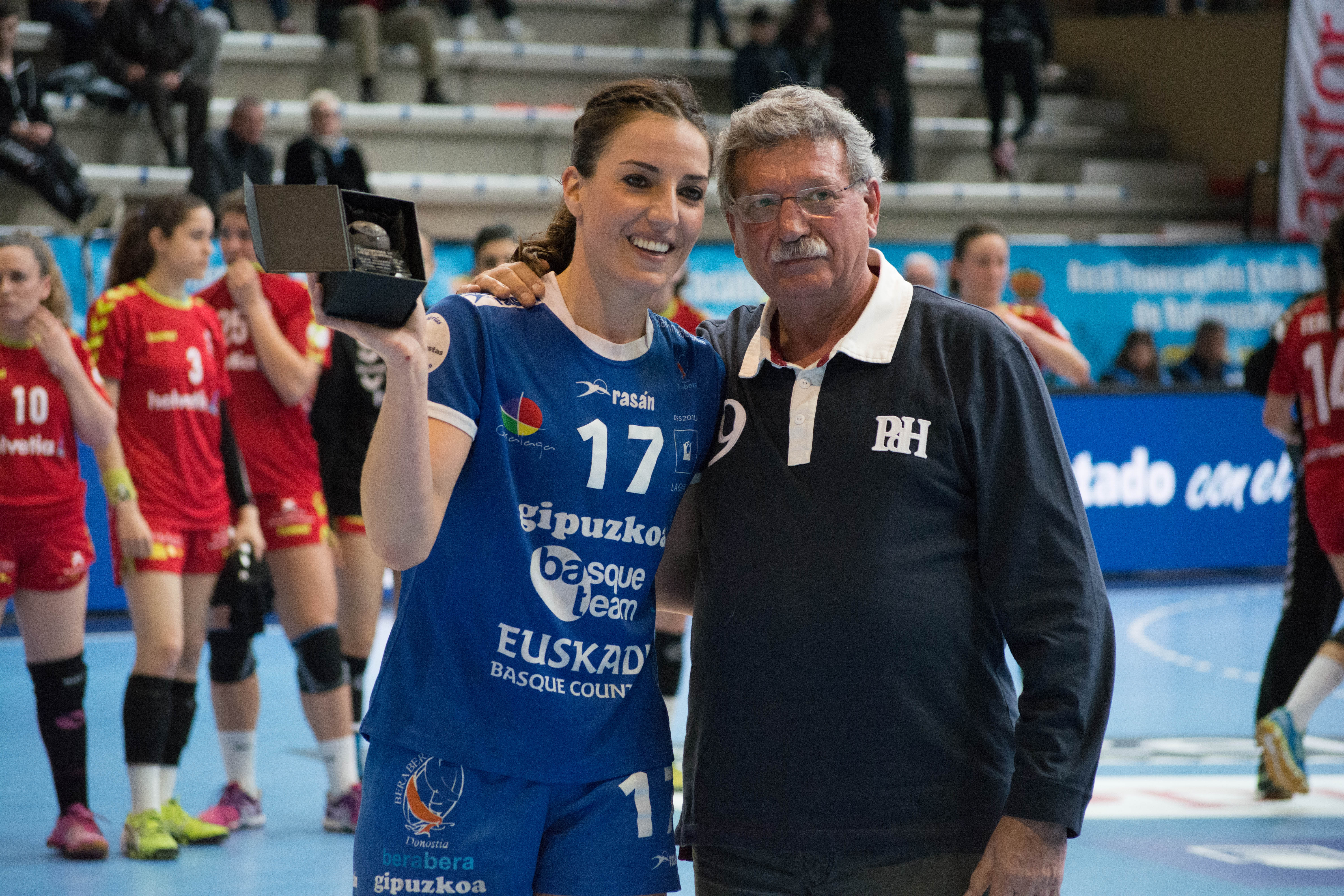
Eli Pinedo tras ganar la Copa de la Reina de Balonmano 2016 en Porriño

En el año 2011, regresa al Balonmano Bera Bera, equipo del que fue capitana y con el que consiguió muchos éxitos. En 2012 logra la Supercopa y en 2013 y 2014 logra el campeonato de liga con el Balonmano Bera Bera, además de ganar también los dos años la Copa de la Reina y la Supercopa de España, consiguiendo de manera consecutiva el histórico triplete. En la temporada 2014-2015 consiguió la tercera liga, aunque esta vez se escapó la Copa de la Reina tras perder ante BM Rocasa Gran Canaria. En la temporada 2015-2016 vuelve a ganar la Supercopa.
Tras esa temporada ficha por el Balonmano Alcobendas y se retira al año siguiente.

## Selección nacional
Ha sido internacional con la Selección femenina de balonmano de España en 184 ocasiones y ha anotado 408 goles. De esa manera es la octava jugadora con más internacionalidades en la historia de la selección y la décima máxima goleadora.
Su primer torneo importante fue el Campeonato Mundial de Balonmano Femenino de 2003, disputado en Croacia, y en el que fueron quintas.
Meses después participó en el Campeonato Europeo de Balonmano Femenino de 2004 disputado en Hungría. Comenzaron ganando a la República Checa, pero cayeron ante Ucrania y Noruega en sus siguientes dos partidos, aunque pasaron a la segunda fase como terceras de grupo. En la segunda fase ganaron a Serbia y a Eslovenia, cayendo ante Rusia, pero no les fue suficiente para pasar a semifinales, acabando el torneo finalmente en la octava posición.
Desde ese momento, estuvo 4 años sin volver a la selección.
Su reaparición tuvo lugar en el Campeonato Europeo de Balonmano Femenino de 2008. Allí comenzaron empatando dos partidos, ante Noruega y ante Ucrania, pero pasaron como segundas de grupo tras las noruegas. En la segunda ronda, sin embargo, ganaron a Rumanía y Hungría, y perdieron ante Dinamarca, consiguiendo pasar a las semifinales ante Alemania. Fue un partido difícil pero vencieron por 32-29, aunque perdieron la final ante las favoritas, las noruegas, que solo habían cedido un empate ante las españolas en toda la competición.
En 2009 participó en el Campeonato Mundial Femenino de Balonmano de 2009 disputado en China. En la primera fase fueron primeras de grupo venciendo todos sus encuentros. En la siguiente ronda empataron ante Hungría, ganaron a Rumanía y fueron derrotadas por Noruega. Pasaron como segundas de grupo tras Noruega, y se enfrentaron en las semifinales ante Francia que las venció por 27-23. En la lucha por el bronce se volvieron a enfrentar a Noruega y fueron derrotadas por 26-31.
En el Campeonato Europeo de Balonmano Femenino de 2010 comenzaron perdiendo ante Rumanía. Después ganaron a Serbia, pero volvieron a perder, esta vez ante Dinamarca, terminando la primera fase como terceras de grupo. En la segunda fase consiguieron ganar a Rusia, pero perdieron los otros dos partidos, siendo eliminadas y terminando finalmente undécimas.
En 2011 fue convocada para disputar el Campeonato Mundial Femenino de Balonmano de 2011 celebrado en Brasil. En la fase de grupos fueron segundas tras el equipo nacional de Rusia, que ganó todos sus partidos. En la siguiente fase vencieron a Montenegro por 23-19, y en los cuartos de final a Brasil por 27-26, partido en el que Eli anotó el gol decisivo en el último suspiro. Sin embargo, en las semifinales se enfrentaron a la futura campeona, Noruega, contra la que fueron derrotadas por 30-22. En la lucha por la medalla de bronce se enfrentaron a Dinamarca, y vencieron por 18-24.
En 2012 fue seleccionada para formar parte del equipo nacional en el torneo celebrado en España que daba acceso a dos plazas para acudir a los Juegos Olímpicos de Londres 2012. España obtuvo una plaza y la otra fue para Croacia. También fue seleccionada para los Juegos Olímpicos, donde fueron terceras en el grupo B, tras Francia y Corea del Sur. Se enfrentaron en los cuartos de final a Croacia y ganaron por 25-22, clasificándose para las semifinales ante Montenegro, que había dado la sorpresa al eliminar a unas de las favoritas, Francia. El partido fue muy igualado, pero finalmente ganó Montenegro por 27-26. Sin embargo quedaba el partido por el bronce, que enfrentaba al equipo español contra las coreanas nuevamente. En la liga previa habían ganado las coreanas por 27-31, pero en esta ocasión se impusieron las españolas por 29-31.
En el Campeonato Europeo de Balonmano Femenino de 2012 celebrado a finales de año en Serbia, consiguieron pasar a la segunda liguilla, aunque en ella fueron últimas, donde se notó la ausencia de Macarena Aguiler que se lesionó en un partido de la primera ronda.
De nuevo fue convocada para el Campeonato Mundial de Balonmano Femenino de 2013 celebrado también en Serbia, donde defendían el tercer puesto de Brasil 2011. Pasaron la primera fase sin muchos problemas, tras ganar a Polonia, Argentina, Paraguay y Angola y tan sólo perder ante la potente Noruega. Sin embargo, en octavos de final volvieron a caer eliminadas otra vez ante Hungría (que ya les ganó en el Europeo pasado) por 28-21, cerrando así el campeonato en una discreta décima posición.
En 2014 es convocada al Campeonato Europeo de Balonmano Femenino de 2014 disputado conjuntamente en Hungría Y Croacia. Superaron la primera fase con pleno de victorias y puntos tras vencer a Polonia, Rusia y Hungría. Sin embargo en la Maind Round perdieron sus dos primeros partidos ante Noruega y Rumanía. Finalmente en el decisivo y último partido, lograron una impresionante victoria ante Dinamarca por 29-22 para pasar por segunda vez en su historia a unas semifinales de un Europeo. En las semifinales se vengaron de su derrota ante Montenegro en los JJOO ganando por un vibrante 19-18, pasando a su segunda final de un Europeo. En la final se volvieron a cruzar contra Noruega perdiendo por 28-25 y acabando finalmente con una gran medalla de plata. En el plano individual Eli volvió a ser importantísima y titularísima en el extremo izquierdo.
De nuevo, en 2015 es llamada para disputar el Campeonato Mundial de Balonmano Femenino de 2015 en Dinamarca. En la fase de grupos, comienzan ganando a Kazajistán, aunque luego pierden 28-26 ante la potente Rusia. Pese a esa derrota, se rehacen, y luego consiguen ganar cómodamente a Rumanía por 26-18 y golear a la débil Puerto Rico por 39-13. Finalmente, en el último partido de la liguilla de grupos caen ante Noruega por 26-29, acabando terceras de grupo y teniendo un complicado cruce en octavos de final ante Francia. Finalmente, en octavos fueron eliminadas por las francesas tras un penalti muy dudoso con el tiempo cumplido (22-21). No obstante, el arbitraje fue muy cuestionado por diversas exclusiones dudosas para las españolas, y por una roja directa también muy dudosa a Carmen Martín. Ante esta situación, las guerreras fueron eliminadas en octavos (al igual que el último Mundial), siendo duodécimas. En el aspecto individual, Pinedo volvió a ser titular y tuvo una buena participación, jugando todos los partidos y anotando 15 goles, superando así los 400 con la selección.  

### Participaciones en Juegos Olímpicos
| Juegos                           | Sede        | Resultado |
| -------------------------------- | ----------- | --------- |
| Juegos Olímpicos de Londres 2012 | Reino Unido | Bronce    |

### Participaciones en Copas del Mundo
| Mundial                                          | Sede      | Resultado        |
| ------------------------------------------------ | --------- | ---------------- |
| Campeonato Mundial Femenino de Balonmano de 2003 | Croacia   | Quinto puesto    |
| Campeonato Mundial Femenino de Balonmano de 2009 | China     | Cuarto puesto    |
| Campeonato Mundial Femenino de Balonmano de 2011 | Brasil    | Tercer puesto    |
| Campeonato Mundial Femenino de Balonmano de 2013 | Serbia    | Décimo puesto    |
| Campeonato Mundial de Balonmano Femenino de 2015 | Dinamarca | Duodécimo puesto |

### Participaciones en Campeonatos de Europa
| Europeo                                          | Sede                | Resultado     |
| ------------------------------------------------ | ------------------- | ------------- |
| Campeonato Europeo de Balonmano Femenino de 2004 | Hungría             | Octavo puesto |
| Campeonato Europeo de Balonmano Femenino de 2008 | Macedonia           | Subcampeona   |
| Campeonato Europeo de Balonmano Femenino de 2010 | Dinamarca y Noruega | Segunda fase  |
| Campeonato Europeo de Balonmano Femenino de 2012 | Serbia              | Segunda fase  |
| Campeonato Europeo de Balonmano Femenino de 2014 | Croacia y Hungría   | Subcampeona   |

## Trayectoria
- Balonmano Bera Bera: 5 temporadas
- Cementos La Unión Ribaroja: 1 temporada
- Balonmano Sagunto: 2 temporadas
- Sociedad Deportiva Itxako: 3 temporadas
- Handball Club Odense: 1 temporada
- Balonmano Bera Bera: 5 temporadas
- Balonmano Alcobendas: 1 temporada

## Palmarés

### Clubes
- División de Honor (5) con la SD Itxako en 2009 y 2010 y con el Balonmano Bera Bera en 2013, 2014 y 2015.
- Copa de la Reina (3) con la SD Itxako en 2010 y con el Balonmano Bera Bera en 2013 y 2014, siendo finalista en 2015.
- Supercopa de España (5) con la SD Itxako en 2010 y con el Balonmano Bera Bera en 2012, 2013, 2014 y 2015.
- Copa EHF de balonmano femenino con la SD Itxako en 2009, siendo finalista en 2008.

### Selección nacional
- Medalla de plata en el Europeo Macedonia 2008 y Europeo Hungría 2014.
- Medalla de bronce en el Mundial Brasil 2011.
- Medalla de bronce en los Juegos Olímpicos de Londres 2012.

## Reconocimientos
- Medalla de Plata al Mérito Deportivo concedida por el Consejo Superior de Deportes.[25]